# Moulin de Beauchet
Pour les articles homonymes, voir Beauchet.
Le moulin de Beauchet ou Boschet est un moulin à marée situé à Saint-Père-Marc-en-Poulet et Saint-Suliac, en France.

## Localisation
Le moulin est situé près du hameau de Beauchet, sur les communes de Saint-Père-Marc-en-Poulet et Saint-Suliac, dans le département français d'Ille-et-Vilaine. Il est situé au débouché du ruisseau de la Goutte, avant que celui-ci n'atteigne l'estuaire de la Rance.
Il est voisin du moulin à marée de Quinard, à quelques centaines de mètres plus au nord dans l'estuaire de la Rance, avec lequel il ne faut pas le confondre.

## Description
Le moulin est formé de l'édifice proprement dit, ainsi que d'une digue qui isole une partie du ruisseau de la Goutte du reste de son estuaire, formant ainsi un étang d'environ 10 ha.
L'édifice du moulin est un bâtiment en granite de plan rectangulaire, de deux étages.

## Historique
Un moulin à marée existe à cet emplacement avant 1542. En 1882, il est reconstruit après un incendie. Au début du XXe siècle, il est reconverti en minoterie. Ses roues sont remplacées par une turbine avant 1930.
L'utilisation de la marée est stoppée au profit de l'électricité en mars 1962. L'activité meunière cesse en 1981.
L'édifice, son mécanisme et sa digue sont inscrits au titre des monuments historiques en 1986.

## Restauration
L'association AMR (Amis des Moulins de Rance), créée en 2017, est porteuse du projet de réhabilitation du moulin de Boschet. Une convention a été établie entre le propriétaire/meunier et l'AMR afin de mener à bien cette opération.
Le projet  a été sélectionné par la Mission Bern]et il est accompagné par la Fondation du Patrimoine Bretagne.